# 沃伦·安德森
沃伦·安德森（英語：Warren Anderson，1952年4月13日—），加拿大男子冰球运动员。他曾代表加拿大国家队参加1980年和1984年冬季奥林匹克运动会冰球比赛，分别获得第六名和第四名。